# Antonio González Echarte
Antonio González Echarte (Madrid, 1864-Madrid, 1942) fue un ingeniero de caminos español. Es conocido entre otras obras por haber sido de los primeros constructores del Metro de Madrid.

## Obra
Al acabar la carrera ingresó como ingeniero director en la Sociedad Hidráulica Santillana. En el año 1904, junto con Alfredo Moreno Osorio y Carlos Mendoza y Saéz de Argandoña, funda en Madrid el gabinete de ingeniería conocido como Mengemor, acróstico formado con las primeras sílabas de los apellidos de sus fundadores. En 1910 colabora con Antonio Palacios Ramilo en la construcción de una Central Hidroeléctrica en Jaén. Este grupo de jóvenes ingenieros simultanean el quehacer profesional con el empresarial entrando en contacto con la familia Crespi de Valldaura, decisiva para la creación de Mengemor como empresa eléctrica que en 1920 realiza el suminstro eléctrico a la ciudad de Córdoba y que sería absorbida en 1951 por la Compañía Sevillana de Electricidad.